# 瓦利敦鎮區 (北卡羅萊納州切羅基縣)
瓦利敦鎮區（英語：Valleytown Township）是位於美國北卡羅萊納州切羅基縣的一個鎮區。

## 地方資料
瓦利敦鎮區的面積為245.53平方千米，皆為陸地。根據2020年美國人口普查的數據，當地共有人口7120人，而人口密度為每平方千米29人。